# Lisa Vaelen
Lisa Vaelen (Bonheiden, 10 agosto 2004) è una ginnasta belga, vincitrice della medaglia di bronzo al volteggio agli Europei 2023.